# Butyrate
Butyrate (veraltet) bzw. Butanoate sind die  Salze bzw. Ester der Buttersäure.

## Salze
Die Salze bestehen aus Butyrat-Anionen C3H7COO− und einem Kation. Beispiele sind Magnesiumbutyrat [Mg(C3H7COO)2] und Ammoniumbutyrat (NH4C3H7COO). Bei Feuchtigkeit besitzen sie den gleichen charakteristischen Geruch wie Buttersäure. Wird ein Butyrat-Salz mit einer Säure behandelt, entsteht Buttersäure.

## Ester
Die Ester können aus Buttersäure und Alkoholen dargestellt werden und werden unter Buttersäureester näher beschrieben. 
Die Butanoate sind farblose Flüssigkeiten, die, im Gegensatz zur übelriechenden Buttersäure, angenehm fruchtig riechen und als Aromastoffe verwendet werden. Ein Beispiel ist Buttersäuremethylester, CH3-CH2-CH2-COO-CH3, welches als natürliche Komponente im Apfel-, Erdbeeren- und Bananen-Aroma vorkommt.